# Nicolosi

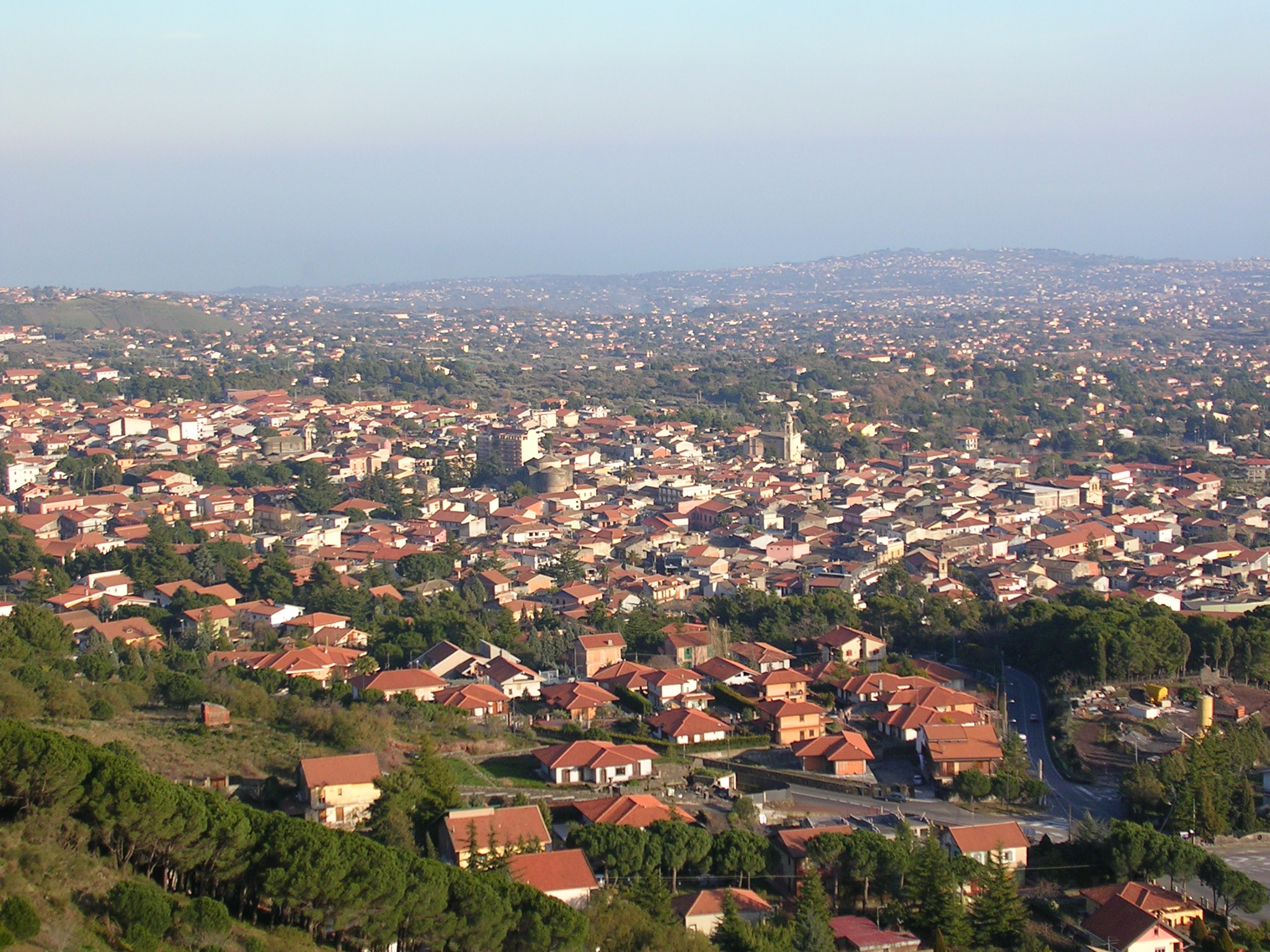
Nicolosi

De plaats Nicolosi ligt op het eiland Sicilië in de provincie Catania. Nicolosi is gelegen op de zuidelijke flank van de Etna en is een van de belangrijkste uitgangspunten voor excursies naar deze vulkaan. 's Winters kan er bij Nicolosi op de hellingen van deze berg gewintersport worden. In Nicolosi is een groot aantal hotels en een camping te vinden.
De plaats is in de 12de eeuw ontstaan rondom een klooster San Nicolò l'Arena; in de 16e eeuw verhuisden de monniken naar een veiliger plek binnen de stadsmuren van Catania: de naam San Nicolò l'Arena werd behouden. Gedurende de geschiedenis is Nicolosi enkele malen verwoest door vulkaanuitbarstingen en aardbevingen. Vanuit de plaats leidt een weg omhoog naar het Rifugio Sapienza dat op 1923 meter hoogte ligt. Hier kan men te voet of met terreinwagens een excursie gemaakt worden naar het hart van de vulkaan.

## Geboren
- Carlo Gemmellaro (1787-1866), medicus en hoogleraar natuurwetenschappen aan de universiteit van Catania, rector magnificus
- Salvatore Pappalardo (1945), aartsbisschop van Syracuse